# Коннетабль (Гатчина)
Коннета́бль — обелиск и площадь в Гатчине, расположенные на пересечении главной улицы города (проспект 25-го Октября) и Красноармейского проспекта. Автором проекта был, возможно, Винченцо Бренна.

## История
Идея постройки обелиска возникла у великого князя Павла Петровича, будущего императора Павла I, во время путешествия по Европе в 1782-1783 годах. В гостях у принца Конде в его резиденции Шантийи под Парижем на Павла произвел впечатление аналогичный ансамбль с обелиском, воздвигнутым в честь коннетабля герцога Анна Монморанси.

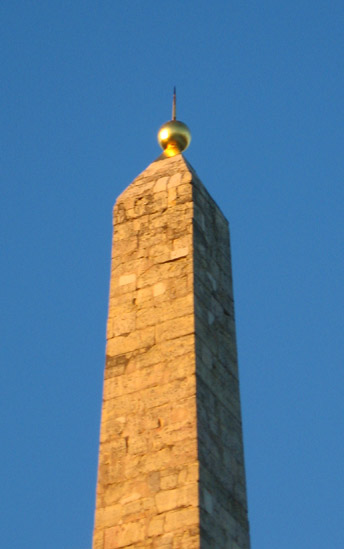
Вершина обелиска Коннетабль

Строительство комплекса началось в 1793 году. На холме недалеко от Большого Гатчинского дворца была сооружена площадь, обнесённая парапетом из пудостского камня, в центре которой возвышался 32-метровый обелиск, облицованный черницким камнем. Строительством занимался мастер каменотёсного дела и строитель Кирьян Пластинин, которому было заплачено 10 000 рублей за обелиск и 5 000 рублей за парапет. Обелиск был закончен 21 октября 1793 года, также были сделаны парапет протяжённостью более 450 метров и караулка (не сохранилась). Вокруг обелиска были установлены 4 каменные тумбы, соединённые цепями, в амбразурах парапета установлены 6 артиллерийских орудий, а на сам парапет нанесены деления импровизированных солнечных часов, стрелкой для которых являлась тень обелиска. Через три года площадь увеличили, и она приняла современные размеры.

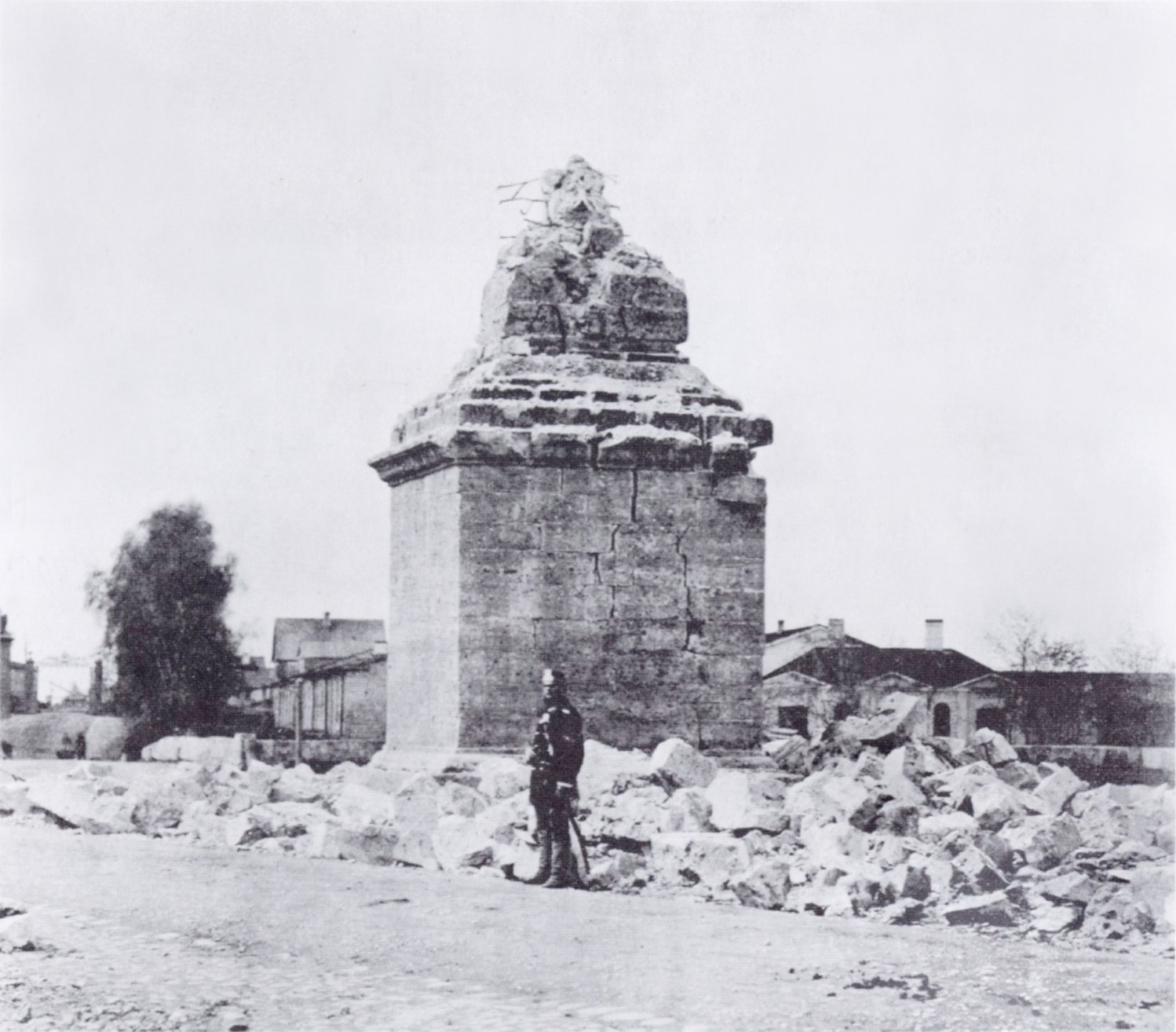
Разрушенный ударом молнии обелиск. Фотография 1881 года

23 мая 1881 года, в четыре часа утра, 600-тонный обелиск был почти до основания разрушен ударом молнии. Погиб на посту охранявший его городовой, а его напарник был ранен. При обсуждении вопроса о восстановлении памятника было выдвинуто несколько предложений: отформовать обелиск из бетона, сложить из тёсаного камня без применения металлических деталей, увенчав стеклянным, вызолоченным изнутри шаром или изготовить из металла полым внутри с металлическим шаром наверху и громоотводом. Но было принято решение восстанавливать памятник в прежнем виде, как самый дешёвый вариант. Восстановление памятника заняло пять лет, поскольку черницкие каменоломни были заброшены, и пришлось проводить их подготовку к добыче камня. Блоки для восстановления обелиска добывались с глубины 6 метров, на реконструкцию ушло 687 штук камня общим весом около 640 тонн. Работы по восстановлению обелиска закончились в 1886 году.
В 1904 году был произведён ремонт обелиска, при этом заменили верхние двенадцать рядов каменных блоков, а в 1914 году отремонтировали парапет, при этом был использован не пудостский камень, а песчаник.
Незадолго до Великой Отечественной войны была запланирована реставрация обелиска, для чего вокруг него поставили леса. Из-за начала военных действий и последовавшей оккупации города работы не были начаты. Весь 1942 году Коннетабль простоял окруженный лесами, но предположительно в конце того года на его вершине началась установка нацистской свастики. Леса начали снимать весной 1943 году, и к лету обелиск предстал как символ нацистской власти. Свастику демонтировали и  сбросили городские пожарные 30 января 1944 года, через несколько дней после освобождения Гатчины. Таким образом, она увенчивала обелиск только около года. Однако историческое навершие — позолоченный шар — было возвращено только в 1980-х годах при реставрации монумента.
В 2016 году обелиск был полностью  демонтирован с целью ремонта и заново сложен из елизаветинского известняка. В 2017 году реставрация памятника закончилась. Коннетабль освободили от лесов, и теперь он, как прежде, возвышается на своём привычном месте посреди площади.